# 5定管理
5定（ゴテイ）とは、製造業やサービス業などの職場環境維持改善で用いられるスローガンである。各職場において徹底されるべき事項で、定時(定められた時間)・定高(定められた高さ)・定品(定められた品物)・定量(定められた量)・定位置(定められた位置)の5つの定められた定を指す。
5定に基づいた業務管理を5定管理などと呼ぶ。
5定管理自体による効果は職場環境の美化、従業員のモラル向上などが挙げられる。また間接的な効果として、業務の効率化、不具合流出の未然防止、職場の安全性向上などが挙げられる。これは、5定管理によって職場を標準化し、問題点などの顕在化が進むためであるとされる。